# Église Saint-Pierre-et-Saint-Léonard de Saint-Léonard
L'église Saint-Pierre-et-Saint-Léonard est une église catholique située à Saint-Léonard, en France.

## Situation
Comprise au sein de la commune de Saint-Léonard, l'église Saint-Pierre-et-Saint-Léonard est située dans le département des Vosges en région Grand Est.

## Histoire
L'ancienne église, dotée d'un clocher à bulbe, a été entièrement démolie à l'automne 1944. L'orgue, quant à lui, a été conçu en 1965 par Roethinger.

## Description
La cloche de l'église date de 1714.
La fresque en fer forgé de la Passion du Christ, mesurant environ 8 mètres de long sur 3 mètres de hauteur, est constituée de pièces en fer forgé fixées sur un revêtement mural en granite rose poli, créant ainsi un support intemporel. Ces éléments représentent la Passion du Christ, mettant particulièrement en scène sa crucifixion.